# Kreakivka, Sloveanoserbsk
Kreakivka (în ucraineană Кряківка) este un sat în comuna Trohizbenka din raionul Sloveanoserbsk, regiunea Luhansk, Ucraina.

## Demografie
Componența lingvistică a localității Kreakivka
     Rusă (82,34%)
     Ucraineană (17,02%)
     Alte limbi (0,43%)
Conform recensământului din 2001, majoritatea populației localității Kreakivka era vorbitoare de rusă (82,34%), existând în minoritate și vorbitori de ucraineană (17,02%).